# فايز ترحيني
الأستاذ فايز محمد خليل ترحيني (1946- ...)، من مواليد بلدة عبا العاملية في جنوب لبنان وذلك في 15 يوليو 1946، وهو أستاذ جامعي، أديب وكاتب ومؤلف وباحث في شؤون اللغة العربية وأعلام الأدب اللبناني.

## نشأته ودراسته
تلقى علومه الأولى في منطقة النبطية، ثم تابع دراسته الجامعية في الجامعة اللبنانية، وبعدها نال شهادتي دكتوراة من الجامعة اللبنانية وجامعة القديس يوسف في بيروت.

## العمل

### التدريس
- أستاذ في التعليم الرسمي اللبناني من العام 1966 إلى العام 1986
- أستاذ في الجامعة اللبنانية منذ العام 1982، برتبة أستاذ جامعي لمواد المعجمات، الأدب العباسي والنحو والصرف.
- أستاذ في الجامعة اللبنانية الأمريكية LAU منذ العام 1986 وحتى العام 1996
- أستاذ في المدرسة الحربية اللبنانية منذ العام 1982

### الكتابة في المجلات العلمية والثقافية
- رئيس تحرير مجلة (الباحث) لفترة من الزمن
- مستشار في مجلة الدفاع الوطني الصادرة عن الجيش اللبناني
- كاتب في جريدة السفير اللبنانية في العام 1980
- كاتب في مجلة الفكر العربي منذ العام 1980 إلى العام 1986

## العضويات
- عضو المجلس الثقافي للبنان الجنوبي
- عضو اتحاد الكتاب العرب
- عضو اتحاد الكتاب اللبنانيين
- عضو اتحاد المؤرخين العرب
- عضو لجنة تأهيل الميليشات تمهيدا لدخولها في المؤسسة العسكرية اللبنانية بعد الحرب الأهلية اللبنانية.

## المؤلفات
له عدد من المؤلفات أبرزها:
- الشيخ عبد الله العلايلي - اللغوي الأديب والمفكر الناقد - رسالة دكتوراة منشورة من جامعة القديس يوسف في بيروت - 1982
- الشيخ أحمد رضا والفكر العاملي - دار الآفاق - بيروت 1983[2]
- الشيخ عبد الله العلايلي - مفكرا ولغويا وفقهيا - اتحاد الكتاب اللبنانين - دار ابن خلدون -1984
- الشيخ عبد الله العلايلي والتجديد في الفكر المعاصر - منشورات عو يدات - بيروت - 1985[3]
- الدراما ومذاهب الأ دب -المؤسسة الجامعية للدراسات والنشر والتوزيع -1988[4]
- أدب الخطابة في صدر الإسلام - دار الفكر اللبناني - 1990
- الإسلام والشعر - دار الفكر اللبناني- 1990[5]
- الشعر غاياته ووسائطه للمازني - تحقيق فايز ترحيني - دار الفكر اللبناني - 1990[6]
- أثر القرآن الكريم في أدب صدر الإسلام - رسالة دكتوراة مطبوعة من الجامعة اللبنانية - 1991
- الخطابة والنهج - مؤسسة النخيل للطباعة والنشر والتوزيع - 1992[7]
- الأدب أنواع ومذاهب - مؤسسة النخيل للطباعة والنشر والتوزيع - 2001[8]
- أبو نواس وأبو العتاهية بين اللذة والزهد -مؤسسة لنخيل للطباعة والنشر والتوزيع - 2001[9]
- الكافي في الصرف - مؤسسة النخيل للطباعة والنشر والتوزيع - 2002
- النثر في العصر العباسي - مؤسسة النخيل للطباعة والنشر والتوزيع - 2004[10]
- نحو عربية ميسرة - مؤسسة النخيل للطباعة والنشر والتوزيع - 2009[11]
- الأشباه والنظائر في النحو- السيوطي- راجعه فايز ترحيني، دارالكتاب العربي، الطبعة الأولى 1984

### كتب مخطوطة
- المعجم التراثي
- الشعر في ضوء المنهج القراني

## الأبحاث والمؤتمرات
- الكلاسيكية في الأدب [12]
- الواقعية وثورة اللامعقول[13]
- الإستشراق[14]
- العربية والمعجمات[15]
- الدراما الإغريقية[16]
- الملاحم: بانوراما حضارية حية[17]
- عبد الله العلايلي أديبا وناقدا[18]
- العلايلي والتاريخ[19]

## وصلات خارجية
- صفحة فايز ترحيني على الفيس بوك
- صفحة فايز ترحيني في موقع الجامعة اللبنانية
- ادبيات الفكر الديني الإسرائيلي د. فايز ترحيني - مجلة المنهاج العدد 18